# Välseröd vatten
Välseröd vatten är en sjö i Munkedals kommun och Sotenäs kommun i Bohuslän och ingår i Örekilsälven-Strömsåns kustområde. Sjön är 7,5 meter djup, har en yta på 0,131 kvadratkilometer och befinner sig 59,6 meter över havet.

## Delavrinningsområde
Välseröd vatten ingår i det delavrinningsområde (649436-124509) som SMHI kallar för Inloppet i Tåsteröds Stora Vatten. Medelhöjden är 75 meter över havet och ytan är 9,92 kvadratkilometer. Det finns inga avrinningsområden uppströms utan avrinningsområdet är högsta punkten. Tvärån som avvattnar avrinningsområdet har biflödesordning 2, vilket innebär att vattnet flödar genom totalt 2 vattendrag innan det når havet efter 9,8 kilometer. Avrinningsområdet består mestadels av skog (40 %), öppen mark (38 %) och jordbruk (19 %). Avrinningsområdet har 0,23 kvadratkilometer vattenytor vilket ger det en sjöprocent på 2,3 %.